# Callidium fulvicolle
Callidium fulvicolle är en skalbaggsart som beskrevs av Fabricius 1793. Callidium fulvicolle ingår i släktet Callidium och familjen långhorningar.
Artens utbredningsområde är Surinam. Inga underarter finns listade.